# Sechsfleck-Widderchen

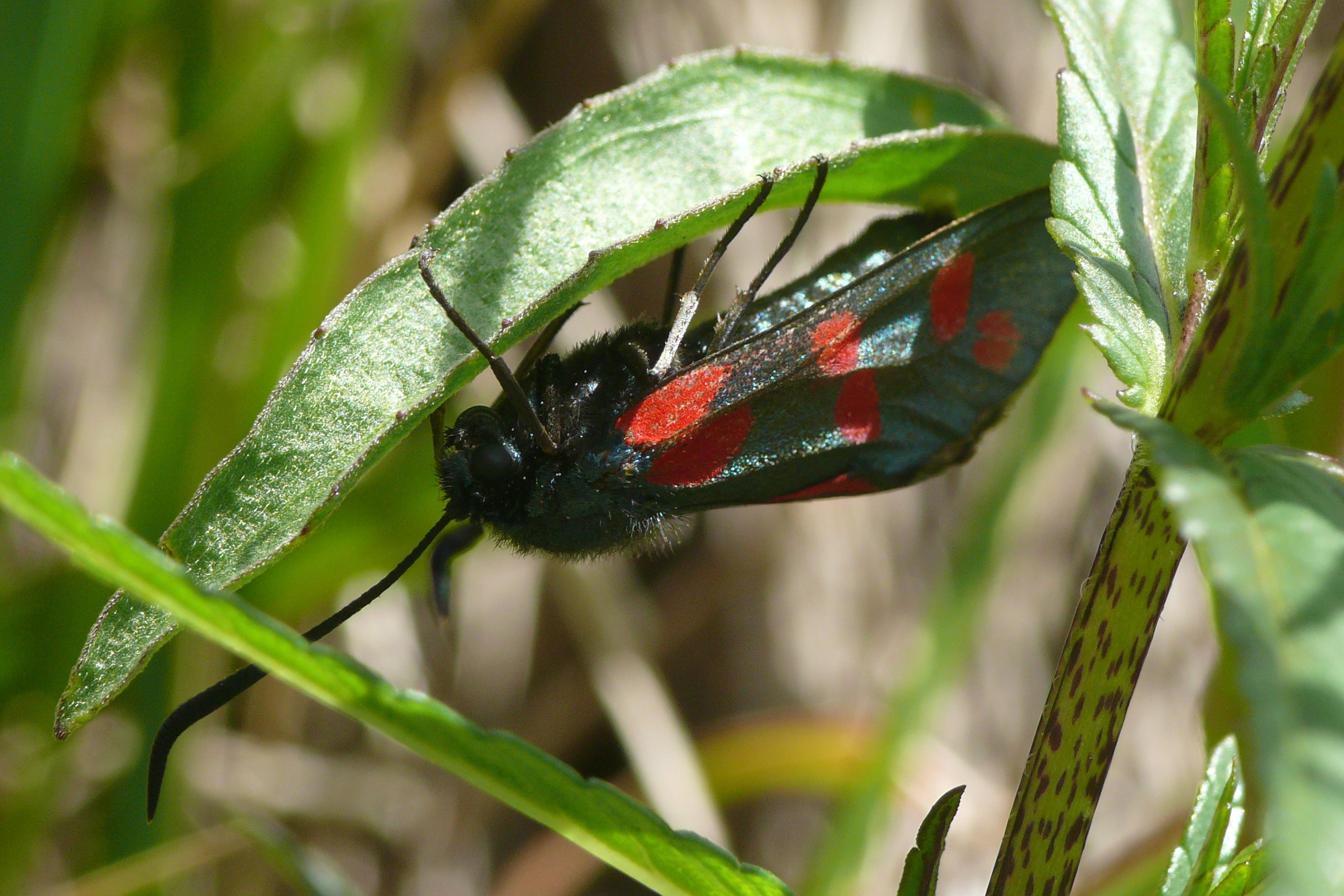
Sechsfleck-Widderchen bei der Eiablage an Ochsenauge (Buphthalmum salicifolium)

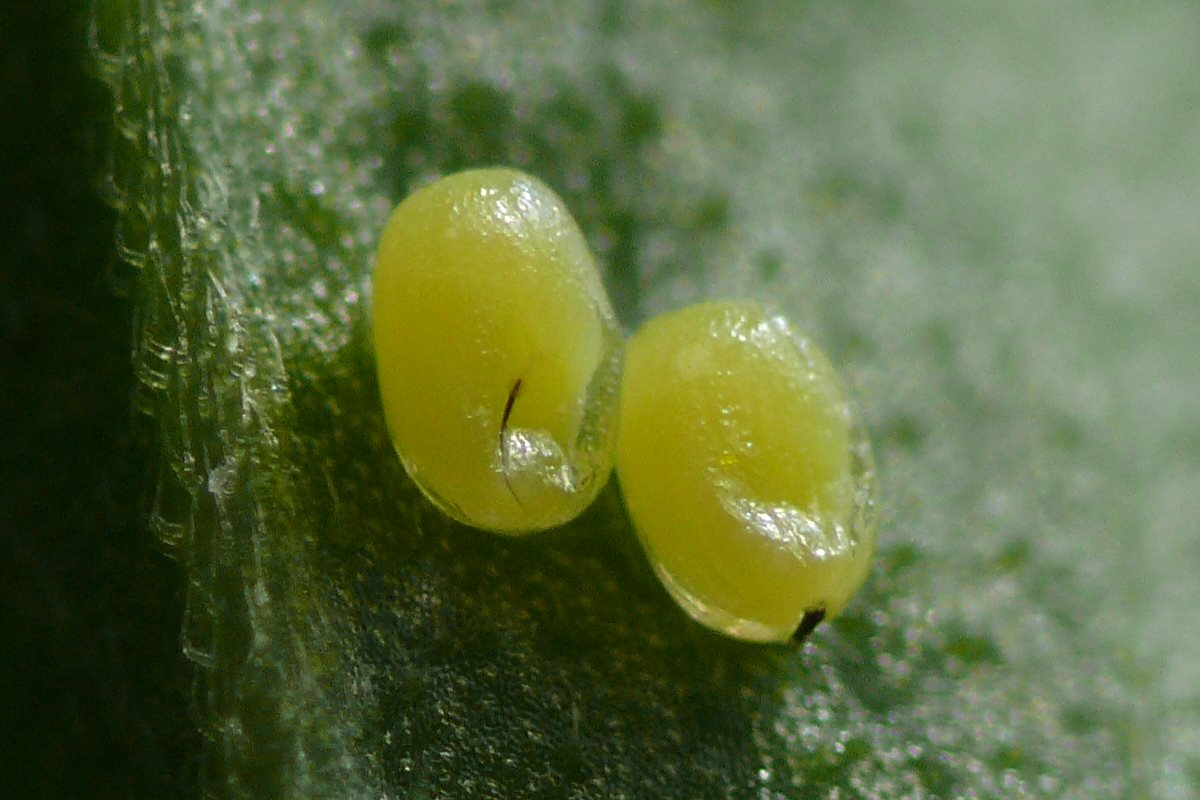
Eier des Sechsfleck-Widderchen an Ochsenauge (Buphthalmum salicifolium)

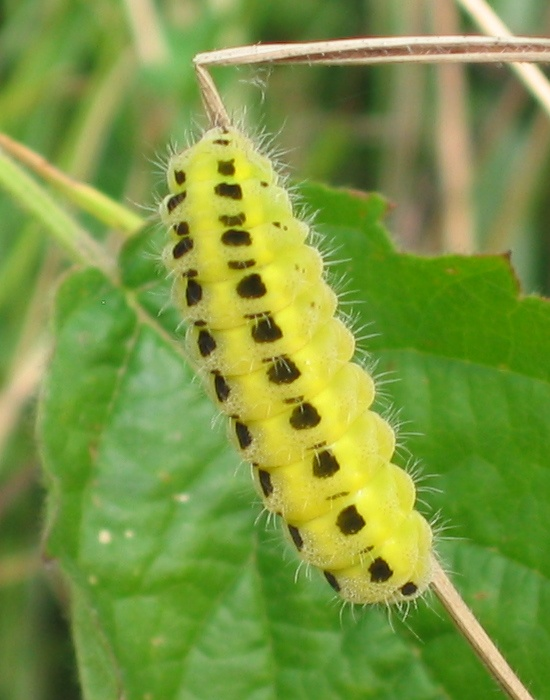
Raupe des Sechsfleck-Widderchens

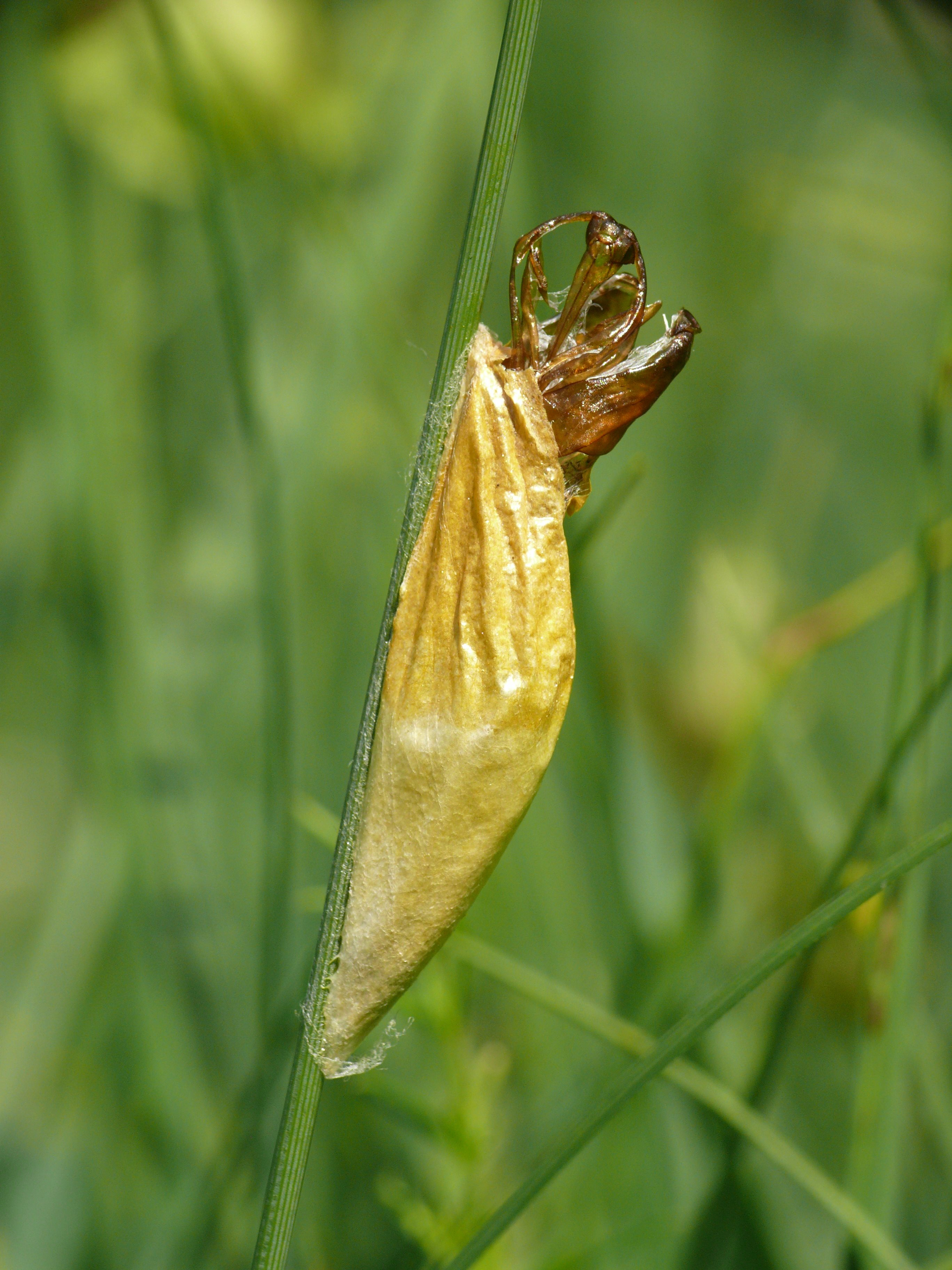
Verlassener Kokon des Sechsfleck-Widderchens mit Exuvie

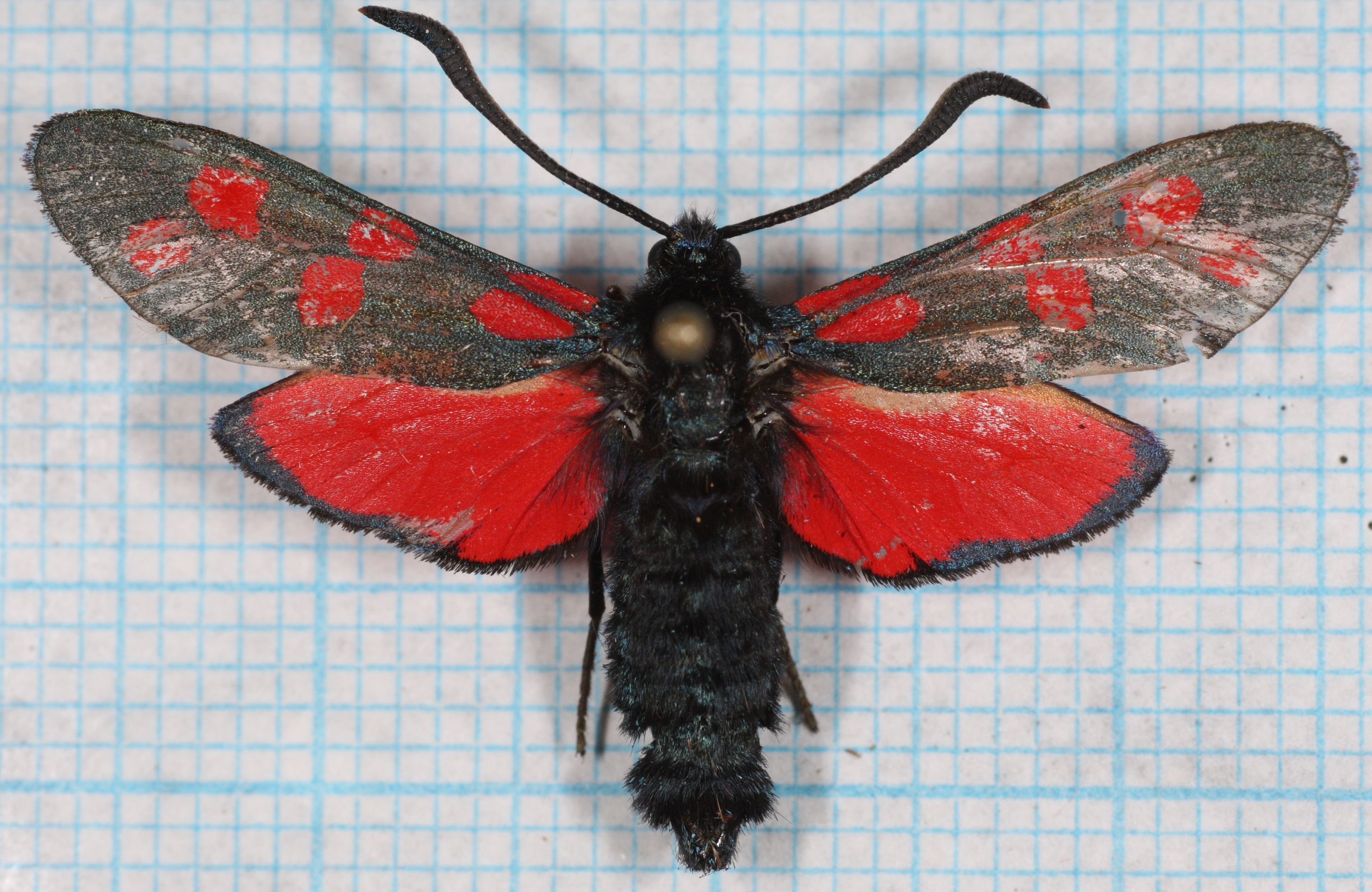
Die Hinterflügel

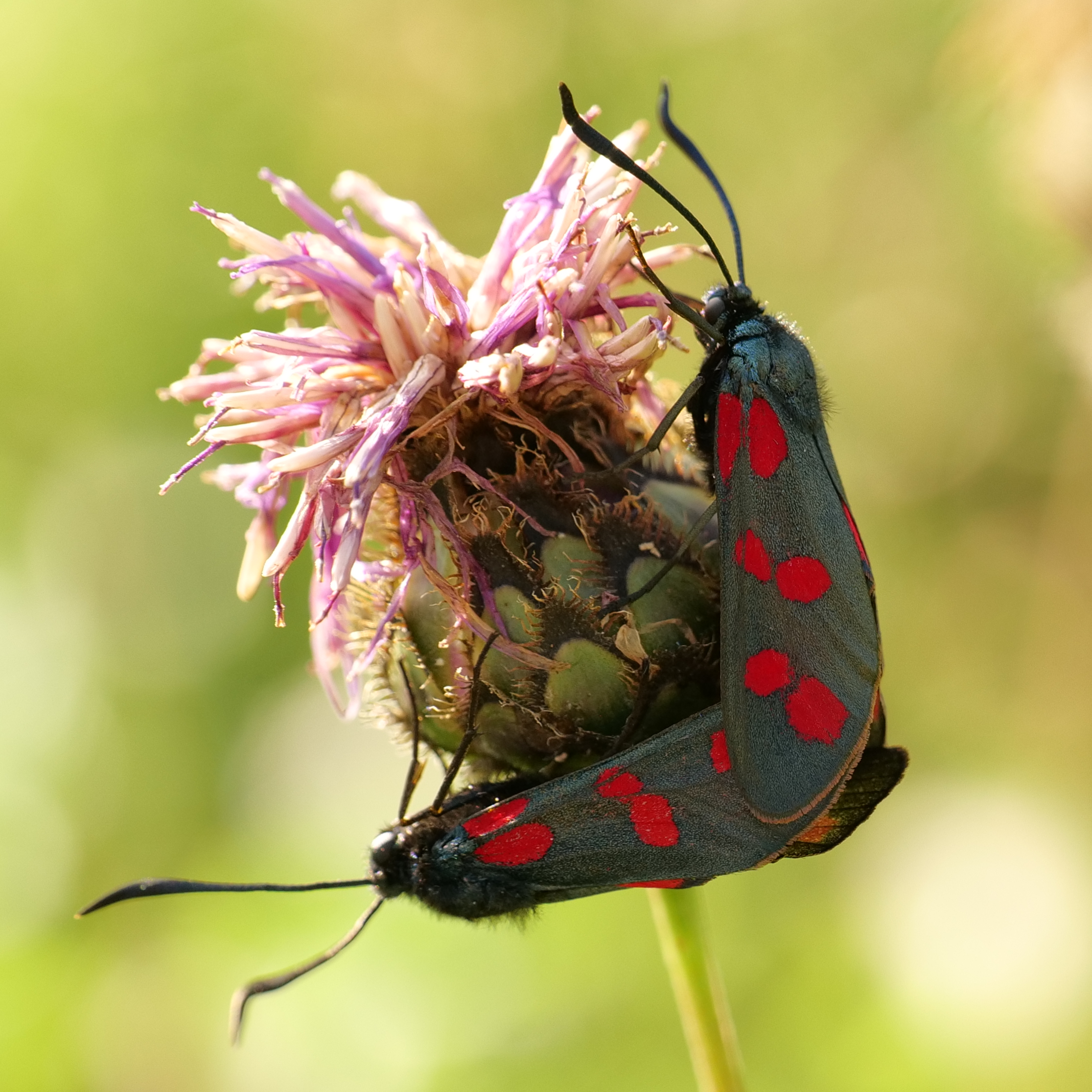
Sechsfleck-Widderchen bei der Paarung

Das Sechsfleck-Widderchen (Zygaena filipendulae), auch Blutströpfchen, Erdeichel-Widderchen oder Gewöhnliches Widderchen genannt, ist ein Schmetterling (Nachtfalter) aus der Familie Widderchen (Zygaenidae). Die Art wird auch als Sechsfleck-Rotwidderchen bezeichnet.

## Merkmale
Das Sechsfleck-Widderchen zeichnet sich durch sechs rote Flecken auf den Vorderflügeln aus, wobei die beiden vorderen Flecken ineinander übergehen können. Die Hinterflügel sind intensiv rot gefärbt. Dieser Aposematismus (Warnfärbung) mit den schwarz-roten Flügeln vermag Fressfeinde an eine frühere Begegnung mit einem entsprechend gemusterten Vertreter zu erinnern, die wohl höchst unangenehm verlief, da Rotwidderchen giftig sind. Die Falter erreichen eine Flügelspannweite von etwa 38 Millimetern. Die Raupen sind etwa 22 Millimeter lang und zeichnen sich durch eine schwarze Kopfkapsel aus. Sie sind gedrungen gebaut und verjüngen sich an beiden Enden abrupt. Der grüngelbliche Raupenkörper besitzt dorsal eine Doppelreihe schwarzer Flecke, die beidseits von gelben Zeichnungen begleitet wird. Gelegentlich ist die schwarze Zeichnung so stark ausgeprägt, dass der ganze Körper schwarz erscheint.

## Toxin-Gehalt
Sechsfleck-Widderchen besitzen die komplette Enzymausstattung, um toxische cyanogene Glycoside anzureichern. Bei ihrem Abbau setzen cyanogene Glykoside hochgiftigen Cyanwasserstoff frei. Die Abwehr-Komponente beziehen sie primär aus einer ihrer Futterpflanzen, dem Gewöhnlichen Hornklee, um sie zu sequestrieren (einzulagern). Bei Mangel an Gewöhnlichem Hornklee können sie die Toxinkomponente aber auch selbst herstellen: Unter allen Insekten wurden nur Rotwidderchen dafür bekannt, cyanogene Glycoside synthetisieren zu können. Der metabolische Weg entspricht dem Stoffwechsel der Futterpflanze.

## Unterarten
Es sind 25 Unterarten bekannt.
- Z. f. altapyrenaica le Charles, 1950
- Z. f. arctica Schneider, 1880
- Z. f. balcanirosea Holik, 1943
- Z. f. campaniae Rebel, 1901
- Z. f. duponcheli Verity, 1921
- Z. f. filipendulae (Linnaeus, 1758)
- Z. f. gemella Marten, 1956
- Z. f. gemina Burgeff, 1914
- Z. f. gigantea Rocci, 1913
- Z. f. himmighofeni Burgeff, 1926
- Z. f. liguris Rocci, 1925
- Z. f. maior (Esper, 1794)
- Z. f. mannii Herrich-Schäffer, 1852
- Z. f. noacki Reiss, 1962
- Z. f. oberthueriana Burgeff, 1926
- Z. f. polygalae (Esper, 1783)
- Z. f. praeochsenheimeri Verity, 1939
- Z. f. pulcherrima Verity, 1921
- Z. f. pulcherrimastoechadis Verity, 1921
- Z. f. pyrenes Verity, 1921
- Z. f. seeboldi Oberthür, 1910
- Z. f. siciliensis Verity, 1917
- Z. f. stephensi Dupont, 1900
- Z. f. stoechadis Borkhausen, 1793
- Z. f. zarana Burgeff, 1926

### Ähnliche Arten
- Klee-Widderchen (Zygaena lonicerae) (Zygaenidae)
- Hufeisenklee-Widderchen (Zygaena transalpina) (Zygaenidae)
- Sumpfhornklee-Widderchen (Zygaena trifolii) (Zygaenidae)
- Kleines Fünffleck-Widderchen (Zygaena viciae) (Zygaenidae)

## Vorkommen
Das Sechsfleck-Widderchen kommt in weiten Teilen Europas vor. Es kann in über 3500 Meter Höhe leben und ist tagaktiv.

## Lebensraum
Wiesen, Niederungen, Klippen, Brachland und Waldränder zählen zum Lebensraum des Sechsfleck-Widderchens.

## Lebensweise
Die Weibchen legen von Juli bis August die Eier auf den Futterpflanzen ab. Zu den Raupenfutterpflanzen zählen Hornklee (Lotus corniculatus) und Kronwicken (Coronilla). Die Raupen fressen bis in den Herbst hinein, überwintern und sind im darauf folgenden Jahr im Juni ausgewachsen. Ein Teil der Raupen kann ein zweites Mal überwintern. Die Verpuppung findet in einem länglichen, gelblichweißen Gespinst an Stängeln und vertrockneten Grashalmen statt. Die Falter schlüpfen von Juli bis August.

### Flug- und Raupenzeit
Das Sechsfleck-Widderchen fliegt in einer Generation von Juli bis August. Die Raupen können im September beobachtet werden. Sie überwintern und setzen ihre Entwicklung im Juni des darauffolgenden Jahres fort.